# Hydropsyche instabilis
Hydropsyche instabilis is een schietmot uit de familie Hydropsychidae. De soort komt voor in het Palearctisch gebied.
De wetenschappelijke beschrijving van de soort werd voor het eerst geldig gepubliceerd in 1834 door de Britse entomoloog John Curtis.